# Zhan Beleniuk
Zhan Vensanovych Beleniuk (em ucraniano:  Жан Венсанович Беленюк, em francês:  Jean Beleniouk; Kiev, 24 de janeiro de 1991) é um lutador de estilo greco-romana ucraniano de origem ruandesa, medalhista olímpico.

## Carreira
Beleniuk competiu na Rio 2016, na qual conquistou a medalha de prata na categoria até 85 kg. Na edição seguinte, obteve o ouro na até 87 quilogramas a vencer Viktor Lorincz por 5–1 na final.